# Juazeiro do Norte
Juazeiro do Norte là một đô thị thuộc bang Ceará, Brasil. Đô thị này có diện tích 248,558 km², dân số năm 2007 là 240638 người, mật độ 968,14 người/km².